# Polyadenylering
Polyadenylering är en form av posttranskriptionsmodifiering av RNA. Den sker genom att en lång sekvens av adeninrester appliceras i slutet av mRNA-transkriptet. Denna så kallade poly-A-svans är ungefär 60 till 200 baspar lång, och tjänar till att påverka mRNA-transkriptets livslängd i cytosolen.
Additionen av poly-A-svansen initieras vid processingsignalen AAUAAA, varpå mRNA:t klyvs så att en 3' OH-terminal ändå genereras. Från denna ände börjar enzymet polynukleotid adenylyltransferas att lägga till adeninresterna.